# Kodex
En kodex eller codex (plur. kodexar eller codices) är en inbunden packe av ark av pergament, papyrus, papper eller liknande. Arken är vanligen fyllda med text och/eller med bilder. Ordet kodex används oftast om böcker från antiken och medeltiden. Man började använda ordet kodex för att skilja den från bokrullarna, under kristendomens första århundraden. Omkring år 300 e.Kr. framställdes ungefär lika många böcker som bokrullar och under 500-talet slutade man nästan helt att tillverka bokrullar. 
Det latinska ordet codex betyder "träkloss". De tidiga kodexarna hade träskivor som motsvarade dagens bokpärmar. Arken är ihopsydda längs en av de fyra sidorna, så att alla arken och de två pärmarna hänger ihop som en enhet men så att man kan vika upp och studera valfritt uppslag. 
En kodex har plats för mer innehåll än en bokrulle och är lättare att hantera och att läsa. Den är också lättare att ta med sig på en resa.

## Kända kodexar (handskrifter)

### Bibelhandskrifter
- Codex Alexandrinus, grekisk Bibel från 400-talet.
- Codex Argenteus, Silverbibeln, evangeliebok på gotiska från början av 500-talet.
- Codex Basilensis.
- Codex Bezae, evangelierna och Apostlagärningarna i handskrift från 400-talet.
- Codex Ephraemi Rescriptus.
- Codex Gigas, Djävulsbibeln, innehåller bland annat en illustration av djävulen.
- Codex Sinaiticus, en komplett majuskelhandskrift på pergament av Nya testamentet.
- Codex Vaticanus, ett av de bästa och äldsta bevarade bibliska manuskripten avskriven i början av 300-talet.
- Papyrus P52, den äldsta bevarade handskriftsfragmentet av en nytestamentlig Bibelskrift.

### Andra handskrifter
- Caedmonmanuskriptet.
- Codex Arundel.
- Stockholm Codex aureus.
- Codex Bildstenianus.
- Codex Bureanus, svensk handskrift på pergament om helgonlegender, från omkring 1350.
- Codex Dresdensis, förkolumbiansk mayaskrift från tiohundratalet på bark-papper.[2]
- Codex Faenza.
- Codex Florentinus, Historia general de las cosas de Nueva España, tolv böcker om aztekisk mytologi och prekolumbiansk mexikansk historia.
- Codex Hierosolymitanus, innehåller fornkyrkliga texter, bland annat Didache
- Codex Huixquilucan, även Hemeneway Codex på engelska, från cirka 1660, innehåller bilder och text på nahuatl från Huixquilucan, utställt på Peabodymuseet i Cambridge, Massachusetts.
- Codex Holmiensis, ofta förkortat Cod. Holm., betecknar att handskriften tillhör Kungliga biblioteket i Stockholm.
- Codex Leicester, den anteckningsbok som Leonardo da Vinci förde i Milano mellan 1506 och 1510.
- Codex Regius, den kungliga boken, isländsk handskrift från omkring 1270 av okända författare. Huvudkällan till den poetiska Eddan.
- Codex Roda, medeltida manuskript som beskriver kungadömet Navarra och dess grannar på 800-talet.
- Codex Rohonczi, en uppsättning skrifter som är skrivna med ett okänt skriftsystem.
- Codex Runicus, handskrift av Skånelagen som är skriven med runor på pergament.
- Codex Sangallensis 911, från omkring år 790, den äldsta bevarade boken med tyska skrifter.
- Codex Upsaliensis.
- Codex Verelianus.
- Codex Wormianus innehåller Snorres Edda
- Codex Zamoscianus, den äldsta bevarade kopian av Henrik av Lettlands krönika.

## Kända kodexar (lagsamlingar)
- Codex Hammurabi, Hammurabis lagar, den gammalbabyloniska lagsamlingen.
- Codex juris canonici, kanonisk rätt.
- Codex Justinianus införs 16 april år 529.
- Codex Theodosianus, Theodosius bok, en sammanställning av romerska lagar förordnade av kristna romerska kejsare sedan 312.

## Övriga kodexar
- Codex Seraphinianus, Luigi Serafini 1981[3]